# Rheum alexandrae
Rheum alexandrae Batalin – gatunek rośliny z rodziny rdestowatych (Polygonaceae Juss.). Występuje naturalnie w południowych Chinach – w zachodnim Syczuanie, północno-zachodniej części Junnanu oraz wschodnim Tybecie. 

## Morfologia
PokrójBylina tworząca kłącza. Dorasta do 40–80 cm wysokości.
LiścieIch blaszka liściowa ma kształt od owalnego do owalnie eliptycznego. Mierzy 9–14 cm długości oraz 6,5–9 cm szerokości, jest całobrzega, o tępym wierzchołku. Ogonek liściowy jest nagi i osiąga 10–14 cm długości. Gatka jest błonkowata i dorasta do 20 mm długości.
KwiatyZebrane w wiechy, rozwijają się na szczytach pędów. Listki okwiatu mają zieloną barwę, mierzą 2 mm długości.
OwoceMają romboidalnie elipsoidalny kształt, osiągają 7–8 mm długości i 6 mm szerokości.

## Biologia i ekologia
Rośnie w lasach oraz na terenach skalistych. Występuje na wysokości od 3000 do 4600 m n.p.m. Kwitnie od czerwca do lipca.